# Странник (фильм, 2017)
«Странник» — российская драма режиссёров Ивана Качалина, Дениса Коллонтай и Дмитрия Глазовского. Премьера фильма состоялась 23 марта 2017 года на Кинофестивале остросюжетного кино и хоррор фильмов «Капля».
Фильм был удостоен приза за лучшую режиссуру в полнометражном кино фестиваля «Киношок 2017».

## Сюжет
Никто никогда не встречал Отшельника, а если и встречал, то не узнавал его в лицо. Его приезд всегда инициирует некий «принцип домино», «лавину» событий, что меняет всё до неузнаваемости. Но в странном месте, под названием Станция, его уже ожидают. Поиски Бога, смысла и способа жизни, себя и своего места в этом жестоком мире делают из людей Странников, тех, кто ни на миг не смыкает глаз и продолжает вечный поиск.

## В ролях
| Актёр               | Роль                     |
| ------------------- | ------------------------ |
| Иван Качалин        | странник                 |
| Денис Колонтай      | странник                 |
| Иван Степанов       | отшельник                |
| Максим Дурманов     | слепой сын               |
| Виктор Буланкин     | начальник отдела         |
| Дмитрий Витер       | успешный бизнесмен       |
| Дмитрий Глазовский  | образ Бога               |
| Михаил Смирнов      | паломник                 |
| Маргарита Куклина   | страсть                  |
| Вероника Цыганова   | зависть                  |
| Андрей Фартовый     | заточенный кладовщик     |
| Иван Никитин        | шофёр                    |
| Светлана Малдэр     | парикмахер               |
| Ольга Нурмухамедова | образ парикмахера        |
| Ольга Ковалёва      | начальница отдела кадров |
| Мария Астрецова     | соискатель № 1           |
| Наталья Ван         | соискатель № 2           |
| Татьяна Новик       | образ матери             |
| Руслан Тлиф         | жертва обстоятельств     |
| Михаил Бойко        | собеседник отшельника    |
| Александр Нилов     | образ отца               |
| Василий Малофеев    | образ сына               |
| Вилен Бабичев       | слепой отец              |
| Сергей Колбинцев    | голосующий               |
| Элвис Громов        | встречающий              |
| Андрей Юртаев       | бомж                     |

## Критика
Фильм был неоднозначно принят российской критикой.
Кинокритик Дмитрий Витер увидел в фильме паноптикум персонажей, сравнимых с героями произведений Льюиса Кэрролла. Так же, критик отмечает, что фильм, большой шаг вперёд, сравнивая картину с более ранними и лаконичными работами Ивана Качалина. Отмечается что в «Страннике» градус всего выше — и эпатажности, и серьёзности.
Евгений Антипин из «Киноафиши» отмечает, что кроме печального смешка фильм не рождает ничего. Кинокритик отмечает полное отсутствие сюжета и нахождение хотя бы, каких-нибудь сентенций в картине. В то же время, критик замечает что режиссёра фильма обладают достойным чувством самоиронии и смекалки, что бы выставить своеобразный барьер перед зрителями.
Блогер Daniluck в своём обзоре отметил в фильме пёстрый актёрский состав и натуральную актёрскую игру. Так же, автор обзора отмечает в фильме удачные комичные моменты, что хорошо характеризует картину со стороны психоделики и сюрреализма.